# Kulcha

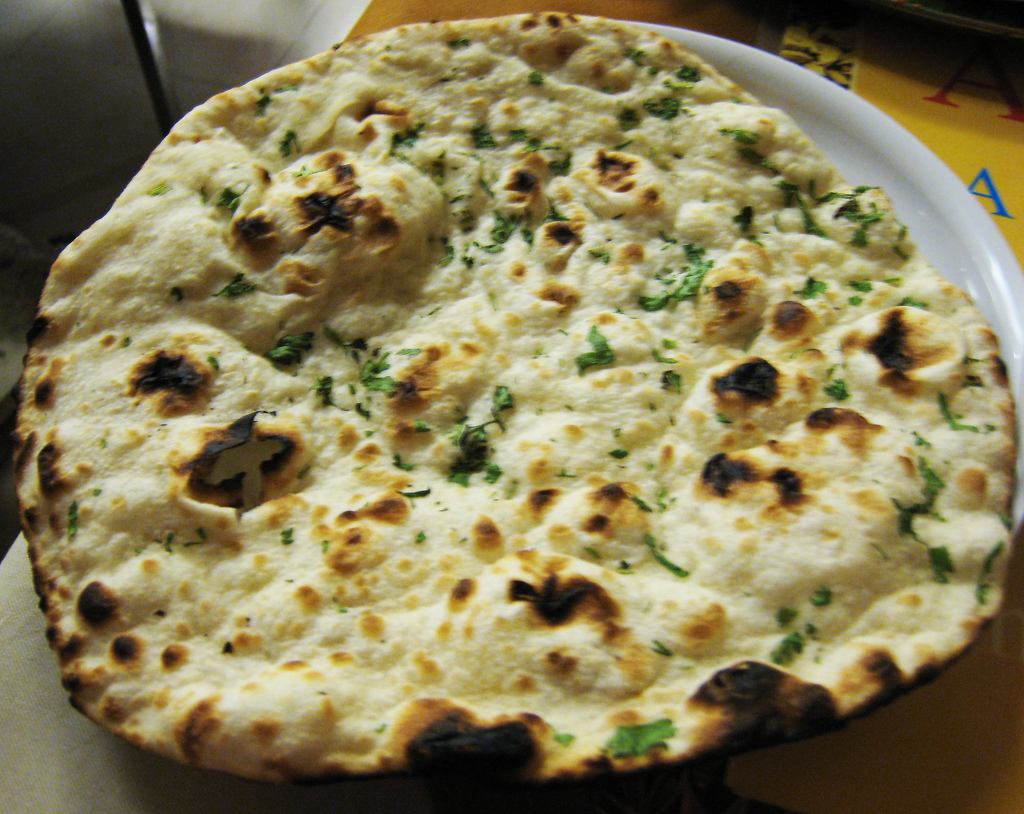
Un kulcha.

El kulcha es un pan plano típico de la cocina del norte de la India. Se elabora con la harina maida y se suele servir con el cholay. Se trata de una receta típica de la cocina panyabí y es muy popular en la ciudad de Amritsar, donde se suelen incluir otros ingredientes y finalmente se enrollan para ser metidos en el horno y ser servidos con curry de garbanzos o con salsa de menta, cebollas picadas, puré de patatas, etc.
- Datos: Q964296
- Multimedia: Kulcha / Q964296